# Aldol

Allmän strukturformel för en aldol.

Adoler är organiska kemiska föreningar som är både aldehyder och alkoholer, med hydroxigruppen i β-position relativt aldehydgruppen. Beteckningen aldol är en sammandragning av aldehyd och alkohol.
Ett exempel på en aldol är 3-hydroxibutanal, som har trivialnamnet aldol.